# Maraboustork
Maraboustork (Leptoptilos crumenifer) är en fågelart i släktet krävstorkar. De lever på savannen i centrala Afrika och deras föda består bland annat av as. Maraboustorken är vanligen grå eller grönaktig på ryggen och har vitt bröst.

## Utseende
Maraboustorken är en mycket stor fågel, upp till 150 cm lång och med ett vingspann upp till 3,20 meter. Hos de flesta exemplar är vingspannet däremot 2,25 till 2,87 meter. Arten har en lång, mycket grov och spetsig näbb som är smutsgul till färgen. Dess delvis fjäderlösa huvud och hals är rödrosa med mörka fläckar, främst i pannan. Uppe på hjässan har den ett yvigt vitt dun. Vingarna är blåsvarta och resterande är smutsvitt. Dess långa ben är ljusgrå.
I motsats till de flesta storkar flyger de tre arterna i släktet krävstorkar med nacken tillbakaböjd som en häger.

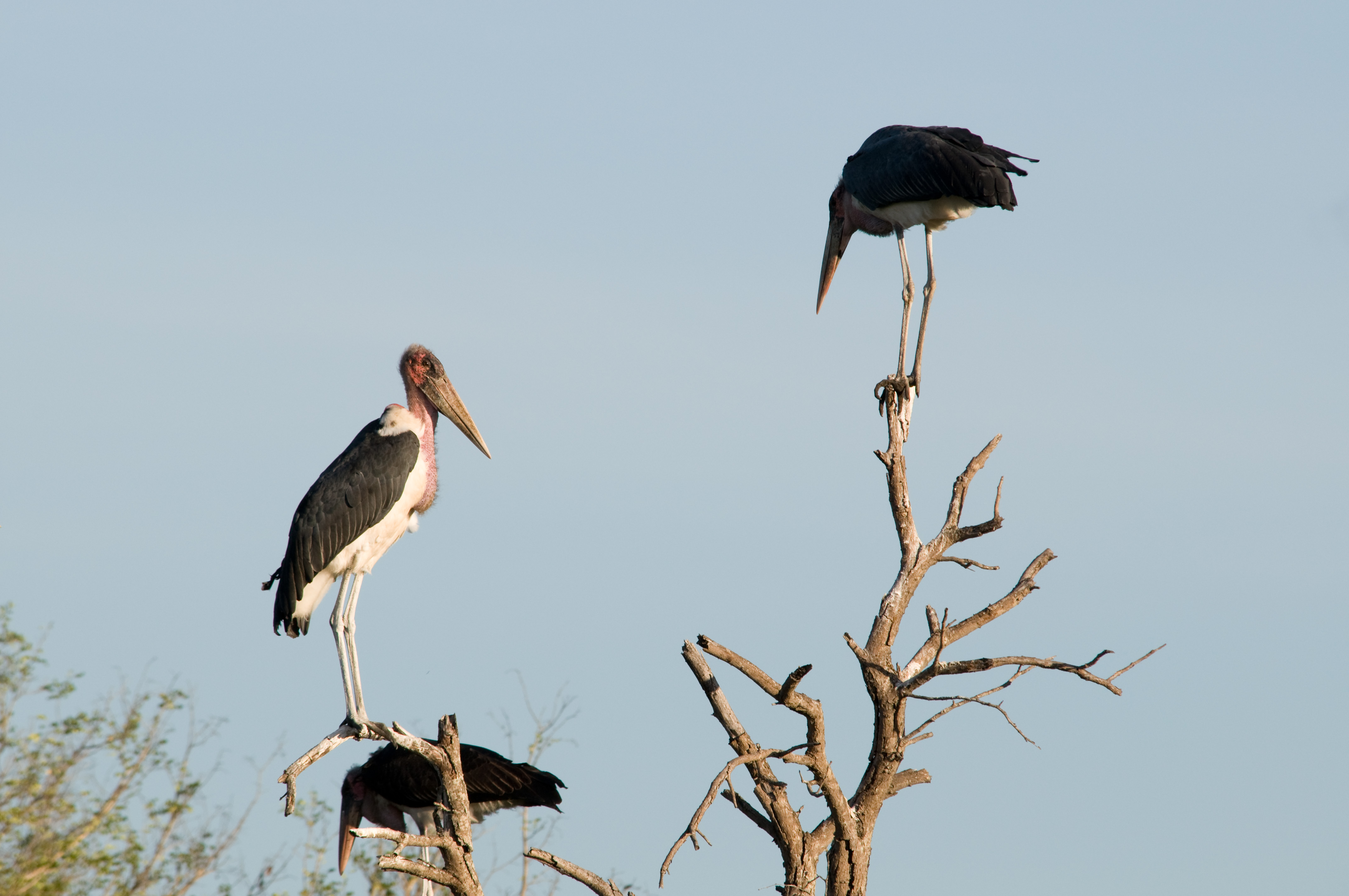
Maraboustorkar i Sydafrika.
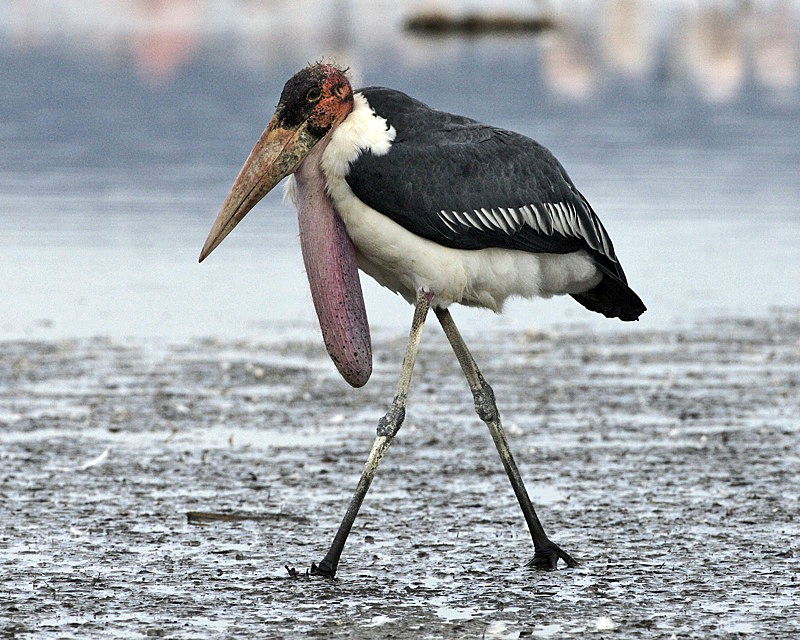
Maraboustork i Kenya.

## Utbredning
Maraboustorken lever på savann söder om Sahara. Se även karta längst ned i informationsrutan.

## Ekologi
Maraboustorken är bland annat asätare, men äter även insekter, smågnagare och småfåglar. Maraboustorken jagar i grupp på ett för fåglar annorlunda sätt. På savannen går de bredvid varandra med utbredda vingar och tvingar på detta sätt bytet framför sig och fångar det med ett snabbt hugg med näbben. Favoritbyten vid denna form av jakt är vaktlar och springhöns. Maraboustorken häckar i 3-4 månader. Den är känd för att vara relativt argsint.

## Status och hot
Arten har ett stort utbredningsområde och en stor population, och tros öka i antal. Utifrån dessa kriterier kategoriserar internationella naturvårdsunionen IUCN arten som livskraftig (LC).

## Maraboustorken och människan
En silhuettbild av storken användes som Marabous logga ända in på 60-talet, tills man kom på att en asätare inte var en vidare lämplig symbol. Namnet på fågeln kommer sannolikt av marbut.